# Pęknięcia rdzeniowe
Pęknięcia rdzeniowe – wada drewna z grupy pęknięć występująca w drewnie wszystkich gatunków drzew.
Pęknięcie rdzeniowe przechodzą przez rdzeń w kierunku promieniowym w postaci szczeliny zwężającej się ku obwodowi drewna okrągłego. W kierunku podłużnej osi drewna pęknięcie biegnie zazwyczaj na znacznej długości, niekiedy aż do górnego czoła.
Pęknięcia rdzeniowe zależnie od kształtu dzielą się na:
- pęknięcia proste - gdy obie jego części tworzą linię prostą;
- pęknięcia załamane - gdy obie jego części tworzą kąt mniejszy od 180°;
- pęknięcia gwiaździste - gdy kilka (trzy lub więcej) pęknięć odchodzi od rdzenia wzdłuż kilku różnych promieni.

Przy pomiarze stwierdza się, czy pęknięcie przechodzi na jedno, czy na oba czoła i wykonuje się pomiar na czole wykazującym większe pęknięcie, określając jego szerokość i długość w milimetrach lub w odniesieniu do średnicy sztuki drewna (w przypadku tarcicy w odniesieniu do szerokości tarcicy). W pęknięciu załamanym lub gwiaździstym określa się szerokość strefy zamykającej pęknięcie, wyrażając wymiary tej strefy w milimetrach lub w odniesieniu do średnicy czoła (lub tarcicy).